# Eomystis
Eomystis é um gênero de traça pertencente à família Agonoxenidae.